# Francisco Ducrue
Francisco Ducrue, de nacimiento, Franz Bennon Ducrue, (Múnich, 10 de junio de 1721-ibid. 30 de marzo de 1779) fue un misionero bávaro destinado en las misiones de Nueva España en la península de California, además de visitador eclesiástico y cronista.

## Biografía
Su familia era francesa. Se hizo miembro de la Compañía de Jesús el 28 de septiembre de 1738 en Landsberg am Lech siendo ordenado sacerdote en 1748, en Ingolstadt. El 16 de junio de 1750 zarpó de Cádiz y llegó a Puebla donde estuvo unos meses en el Colegio de San Francisco Javier.
Más tarde fue enviado a California y estando en Loreto (Baja California), el 2 de febrero realiza los últimos votos. Fue nombrado superior de las misiones de California donde trabajó hasta la expulsión de la orden de los jesuitas en 1767. Ducrue se sometió al decreto de expulsión y cooperó con la comisión real para hacer cumplir sus disposiciones. Los jesuitas se retiraron, llevándose sólo sus ropas y algunos libros; estas fueron las pertenencias que se llevaron de California después de setenta años de trabajo en sus misiones.
Ducrue finalmente desde Veracruz regresó el 13 de abril de 1768 y, tras hacer escalas en La Habana y en El Puerto de Santa María, marchó a Ostende el 13 de abril de 1769 para terminar llegando a su tierra natal donde fue capellán militar.

## Obras
Escribió Un viaje desde California por el distrito de México hasta Europa en el año 1767 en latín. El libro fue traducido al alemán para los Nachrichten von verschiedenen Ländern des spanischen Amerika de Christoph Gottlieb von Murr (vol. XII, pág. 217-276), y fue traducido al francés y publicado por el P. Carayon en sus Documents Inédits (París, 1876). Murr también da algunas muestras interesantes de la lengua de California, que le fueron comunicadas por Ducrue.